# تشخيص تنظيمي
يحفل مجال التطوير التنظيمي بالعديد من الأنشطة والأنظمة. ومن هذه الأنظمة ما يطلق عليه التشخيص التنظيمي واستخدام أدوات التشخيص التنظيمي الممنهجة.

يُعد التشخيص الفعال لثقافة المؤسسة ونقاط قوتها وضعفها الهيكلية والتشغيلية من الأشياء الأساسية لنجاح وتطور أي مؤسسة أو منظمة. أو كما قال بيكارد في مقدمة كتابه

... في عالمنا سريع التطور، أصبح من الضروري أن يصل ذلك التطور إلى المنظمات الجديدة، حيث يجب أن تضع المنظمات لنفسها أهدافًا أكثر فاعلية، وأن تتعلم طرق التخطيط الجديدة، وحتى الأفراد المستقلين ذوي الخبرة والممارسة فيها يجب عليهم أن يقضوا وقتًا كافيًا في تطوير الأساليب التي يتبعونها في العمل، وأيضًا تطوير طرق اتخاذهم للقرار وطرق التواصل مع الآخرين. كما يجب أن تتجه المجموعات المتنافسة أو المتصارعة إلى أساليب العمل الجماعي. وحتى تحدث كل تلك التطورات ويتم الحفاظ عليها، يجب بذل جهود منظمة ومخططة في سبيل تحقيق التغيير المرجو - أي نحتاج إلى برنامج تطوير تنظيمي.

كُتب هذا عام 1969م، وعلى الرغم من ظهور الكثير من المتغيرات، فإنها لا تزال تعبر عن الواقع اليوم.
ومنذ أن بدأ التطوير التنظيمي يتخذ نهجًا احترافيًا، تحول التشخيص من مجرد إجراء سلوكي بحت، إلى منهج إستراتيجي وشامل في مجال تشخيص إدارة الأعمال. وتحول التشخيص من مجرد تشخيص تدخلات الإنسان وسلوكياته منفردًا، إلى دراسة التفاعلات بين الأشخاص في البيئة التي يعملون فيها. وبالتالي، فإنه في الوقت الذي زاد فيه انتشار سياسة العمل الجماعي في المنظمات، قل التركيز على منهج التشخيص الفردي التقليدي بشكلٍ ملحوظٍ. ومن الملحوظ أيضًا انتشار التطوير التنظيمي، وخصوصًا مرحلة تشخيص الأنشطة، حيث خرج التشخيص من إطار علماء النفس المهنيين الضيق، إلى إطار عالم الأعمال والإدارة الرئيس. وبالتأكيد فإن ذلك التطور ذو أهميةٍ كبرى للعاملين في مجال التطوير التنظيمي، حيث إن دوره يتزايد بشكلٍ هائل.

## عملية الاستشارة
في الأغلب، تندمج مرحلة التشخيص التنظيمي مع عملية التطوير التنظيمي الشاملة، وحينها عادة ما تُسمى "عملية الاستشارة". ومن أمثلة ذلك:
دخول --> تشخيص --> تخطيط--> تنفيذ --> إنهاء
على الرغم من أن التشخيص هو الخطوة الثانية في دورة الاستشارة الإدارية، فهو يُعتبر أيضًا أول مرحلة كاملة عملية في دائرة أو عملية الاستشارة. إن الغرض من التشخيص هو تقصي المشكلة التي تواجه المؤسسة بالتفصيل، وتحديد عواملها وأسبابها، وتهيئة المعلومات التي تم جمعها لتحديد كيفية تطبيق الحلول الأمثل للتعامل مع المشكلة.
ولكن مرحلة تشخيص المشكلة هي مرحلة منفصلة تمامًا عن مرحلة إيجاد الحلول.

## أدوات التشخيص التنظيمي
- نظام تشخيص بيز (BIZDIAGNOSTICS) - هو أحد أنظمة التشخيص التنظيمي الموجودة على الإنترنت